# Velký Týnec
Velký Týnec (deutsch Groß Teinitz) ist eine Gemeinde in Tschechien. Sie liegt sieben Kilometer südöstlich von Olomouc und gehört zum Okres Olomouc.

## Geographie
Velký Týnec befindet sich am nordwestlichen Fuß des Tirschitzer Hügellandes (Tršická pahorkatina) in der Obermährischen Senke (Hornomoravský úval). Der Ort liegt an der Mündung des Baches Beroňka in die Týnačka. Östlich erhebt sich der Hradisko (300 m), südöstlich der Chlum (344 m) sowie im Süden die Horka und der Chrást. Gegen Südosten erstreckt sich der Chlumwald. Nördlich des Dorfes verläuft die Schnellstraße R 35/E 462; westlich die Staatsstraße I/55 zwischen Olomouc und Přerov, die künftig zur Schnellstraße R 55 ausgebaut werden soll. Zwei Kilometer gegen Nordwesten liegt der Straßenknoten Olomouc-jih.
Nachbarorte sind Bystrovany im Norden, Velká Bystřice, Přáslavice und Svésedlice im Nordosten, Čechovice und Hostkovice im Osten, Přestavlky, Suchonice, Nelešovice und Čelechovice im Südosten, Krčmaň und Horka im Süden, Grygov im Südwesten, Vsisko und Nový Dvůr im Westen sowie Holice und Rolsberk im Nordwesten.

## Geschichte
Archäologische Funde belegen eine Besiedlung des Gemeindegebietes von der Jungsteinzeit bis zum Frühmittelalter. Der Name des Ortes leitet sich vom keltischen Wort tun her. Die erste schriftliche Erwähnung des königlichen Gutes Tynech erfolgte 1207 in einer Schenkungsurkunde des Königs Ottokar I. Přemysl über drei Vorwerke bei Bukovany an das neue Augustinerinnenkloster St. Peter in Olmütz. Unter Ottokar II. Přemysl erfolgte vor 1274 unter Anwendung deutschen Rechts der Ausbau des der Königlichen Burg Olmütz unterstehenden Ortes von einem aus 15 Chaluppen bestehenden Rundling zu einer aus 77 Häusern bestehenden Ansiedlung mit Straßenzügen. Der erste Nachweis über eine Kirche stammt von 1286, als der Olmützer Bürgerssohn Vigand zum Pfarrer von Tyncz berufen wurde. Im Jahre 1288 übergab König Wenzel II. Thynecz dem Olmützer Bischof Theoderich von Neuhaus als Pfand für ein Darlehn, er löste dieses jedoch einige Jahre später wieder ein. Markgraf Johann Heinrich tauschte Tynecz 1361 beim Olmützer Kapitel gegen Biskupice ein. Nachfolgend gehörte Tynecz für fast 500 Jahre zu den Tafelgütern des Metropolitankapitels und stand stets dem Ältesten der Würdenträger zu. Erster Besitzer der Präbende war bis 1376 der Kanoniker Vojtěch von Otaslavice. 1499 erhob das Kapitel den Richter in Týnec zum höheren Rechtsstuhl für einen Teil der Kapitulardörfer. Seit dieser Zeit führten der Richter und der Ort ein Siegel, dessen Darstellung sich auch im heutigen Gemeindewappen wiederfindet. 1521 entstand eine neue Kirche. Im Jahre 1414 wurde der Ort als Teyncz, ab 1491 als Týnec und 1516 als Taynecz bezeichnet. Seit der Mitte des 16. Jahrhunderts wurde dem Ortsnamen zunehmend das Prädikat Groß vorangestellt. Weitere Namensformen waren Velký Tejnec (1558), Teynecz Magnum (1559), Teynecz (1561), Tejnicze (1583), Teinec (1596), Groß Teinitz (ab 1629), Velká Tejnice (1638), Teinicz (1688), Magnum Teinicz (1691), Hrubé Teynicze, Magno Teinitium (1771), Tinice (1798) und Hrubý Tegnec (1839). Im 15. Jahrhundert ließ das Kapitel bei der Feste einen herrschaftlichen Wirtschaftshof anlegen, der jedoch nicht als Fronhof diente, sondern an Erbpächter vergeben wurde. Als der Kanoniker Melichar Pirnesius de Pirna 1597 mit der Bewirtschaftung des Hofes in Eigenregie begann, widersetzten sich die Týnecer Bauern der damit verbundenen Verpflichtung zu Frondiensten und beharrten darauf, nur Geld- und Naturalabgaben zu leisten. Der Streit führte zu einer erfolglosen Klage bei Kaiser Rudolf II. und dauerte bis 1601. Während der schwedischen Besetzung von Olmütz während des Dreißigjährigen Krieges wurde der Ort zwischen 1642 und 1650 verwüstet und verödete. Nach dem Kriege hatte sich die Zahl der Chaluppen um ein Viertel reduziert und im Hufenregister von 1657 wurden 18 der 37 bäuerlichen Anwesen als wüst bezeichnet. Seit 1658 ist die Pfarrschule nachweisbar. Die Matriken werden seit 1662 geführt. Zu den bedeutendsten Besitzern der Präbende gehörten von 1747 bis 1758 Franz Gregor Giannini, der die Kunst und Kultur förderte, sein Nachfolger war Karl Martinic, der 1765 die alte Feste durch ein Schloss ersetzen ließ. 1787 hob der Kanoniker Johann Mathias Butz von Rolsberg den herrschaftlichen Hof aus und verteilte die Felder unter die Bauern. 1792 ließ das Kapitel in Vsisko ein weiteres, kleineres Schloss errichten. Am Marcharm Morávka zwischen Grygov und Blatec ließ die Stadt 1773 eine Wassermühle errichten, für die der Müllermeister Rodeker die Konzession erhielt. 1841 wurde die Eisenbahnstrecke von Olmütz nach Prerau fertiggestellt. Bis zur Mitte des 19. Jahrhunderts blieb Velký Týnec immer ein Tafelgut des Olmützer Kapitels.
Nach der Aufhebung der Patrimonialherrschaften bildete Velké Tinice/Groß Teinitz ab 1850 eine Gemeinde in der Bezirkshauptmannschaft Olmütz. 1870 nahm eine Ziegelei den Betrieb auf. In den Jahren 1870 bis 1873 entstanden in Grygov, Krčmaň und Čechovice eigene Schulen, so dass von den umliegenden Dörfern nur noch die Kinder aus Vsisko die Schule in Velký Týnec besuchten. Seit 1872 trägt die Gemeinde den Namen Velký Týnec. Die Freiwillige Feuerwehr bildete sich 1884. Zwischen 1910 und 1911 ließ die Zementfabrik Hrůza & Rosenberg in Rolsberg eine 600-mm-Schmalspurbahn herstellen, die vom Werk über Holice und Vsisko zu den Kalkbrüchen an der Horka und dem Chrást bei Grygov führte. Die Elektrifizierung des Ortes wurde 1921 abgeschlossen. Im selben Jahr nahm eine Bürgerschule den Unterricht auf und auf dem Hradisko wurde in Anwesenheit von Präsident Masaryk ein Gedenkstein der Befreiung enthüllt. Ab 1921 gehörte die Gemeinde zum Okres Olomouc-venkov. In den 1920er Jahren entstanden 82 neue Wohnhäuser und die Einwohnerzahl stieg um 20 %. Die Ziegelei stellte 1935 den Betrieb ein. Zwischen 1947 und 1950 erfolgte der Bau eines neuen Schulhauses. 1950 kam die Gemeinde zum Okres Olomouc-okolí und seit dessen Aufhebung im Jahre 1961 gehört sie zum Okres Olomouc. 1976 erfolgte die Eingemeindung von Čechovice, Krčmaň und Vsisko. Krčmaň löste sich 1990 wieder los.
Velký Týnec ist katholischer Pfarrort für Vsisko, Čechovice, Krčmaň, Grygov und Hostkovice. Der Ort ist seit jeher landwirtschaftlich geprägt und ein Zentrum des Hopfenanbaus.

## Gemeindegliederung
Die Gemeinde Velký Týnec besteht aus den Ortsteilen Čechovice (Tschechowitz), Velký Týnec (Groß Teinitz) und Vsisko (Wsisko), die zugleich auch Katastralbezirke bilden.

## Sehenswürdigkeiten
- Barocke Pfarrkirche Mariä Himmelfahrt, erbaut 1750–1752
- Kirche des hl. Matthäus
- Kirche Husův sbor, errichtet 1924
- Schloss Velký Týnec, der spätbarocke Bau entstand ab 1765 anstelle einer Feste aus dem 13. Jahrhundert. Umgeben ist er von einem Schlossgarten mit Speicher. Das Schloss dient heute als Sitz der Gemeindeverwaltung.
- Statuengruppe Mariä Heimsuchung
- Statuen der Apostel Kyrill und Method, vor der Pfarrkirche
- Statue des hl. Johannes von Nepomuk
- Statue des hl. Markus
- Kreuzweg an der Friedhofsmauer der Pfarrkirche
- Friedhof mit denkmalgeschützten Grabmalen für Antonín Hubáček und die Familie Bezlojov, der Familiengruft Okounov-Kolářov sowie Grabplatte der Familie von Pötting-Persing
- Marienkapelle
- Statuengruppe „Heimat“
- Schloss Vsisko, der spätbarocke Bau aus dem Jahre 1792 befindet sich heute in privatem Besitz
- Kapelle des hl. Matthäus in Vsisko
- Kapelle Mariä Wiegenfest in Čechovice
- Statuengruppe Mariä Heimsuchung in Čechovice
- Statue des hl. Josef in Čechovice
- Mehrere Steinkreuze

## Söhne und Töchter der Gemeinde
- Leopold Prečan (1866–1947), Erzbischof von Olmütz
- Rudolf Vanýsek (1876–1957), Internist und Rektor der Masaryk-Universität Brno